# USS Courlan (AMc-44)
USS Courlan (AMc-44) – trałowiec typu Accentor. Pełnił służbę w United States Navy w czasie II wojny światowej. Był pierwszą jednostką US Navy noszącą nazwę "Courlan".
Stępkę jednostki położono 20 stycznia 1941 w Gibbs Gas Engine Co. w Jacksonville (Floryda). Wszedł do służby w 1 lipca 1941.
W czasie wojny pełnił służbę na Atlantyku w pobliżu wschodniego wybrzeża USA.
Przekazany War Shipping Administration w kwietniu 1947.